# Haags-Visbysche Regels
Het Protocol tot wijziging van het Internationale Verdrag ter vaststelling van enige eenvormige regelen betreffende het cognossement (Protocole portant modification de la Convention internationale pour l'unification de certaines règles en matière de connaissement) of Cognossementsprotocol is een verdrag waarbij de rechten en plichten werden vastgesteld van de rederijen en verschepers in een cognossement. De inhoud hiervan staat bekend als de Haags-Visbysche Regels (Hague-Visby Rules).
Het verdrag is een wijziging van de Haagse Regels uit 1924. Het verdrag werd laatstelijk gewijzigd door een protocol op 21 december 1979.
De in 1978 getekende Hamburgse Regels moesten een alternatief worden, maar door het geringe aantal landen dat deze geratificeerd hebben, worden deze praktisch niet toegepast. In 2008 werden de Rotterdamse Regels overeengekomen, maar deze zijn nog niet in werking getreden.